# Lee Nak-yon
Lee Nak-yon (Koreaans: 이낙연 ; Hanja: 李洛淵 ; Yeonggwang-gun 20 december 1951), ook bekend als Lee Nak-yeon, is een Zuid-Koreaanse politicus. Tussen mei 2017 en januari 2020 was hij de 41e premier van Zuid-Korea.
Hij diende eerder als de gouverneur van de provincie Jeollanam-do. Voordat hij als gouverneur diende, werkte hij als journalist voor de krant Dong-a Ilbo en diende hij als lid van de Nationale Vergadering gedurende vier termijnen.